# Dear Evan Hansen
Dear Evan Hansen ist ein Musical des Duos Benj Pasek und Justin Paul mit dem Libretto von Steven Levenson. Es beschreibt die Erlebnisse von Evan Hansen nach dem Tod eines Mitschülers. Dear Evan Hansen wurde 2017 mit 6 Tonys ausgezeichnet. Unter anderem für „Bestes Musical“ und für den „besten Hauptdarsteller in einem Musical“ Ben Platt. Die Albumaufnahme des Musicals bekam 2018 einen Grammy Award.
Auf die Uraufführung im Arena-Stage-Theater in Washington, D.C. im Juli 2015 folgte von März bis Mai 2016 eine Off-Broadway-Produktion. Im Dezember 2016 hatte Dear Evan Hansen im Music Box Theatre auf dem Broadway Premiere.

## Handlung
1. Akt
Evan Hansen ist ein Teenager, der unter sozialen Ängsten leidet, die es ihm selbst schwer machen, Freunde zu finden. Sein Therapeut empfiehlt ihm, dass er sich selbst Briefe schreibt, die enthalten, was an jedem Tag gut ist. Vor dem ersten Tag seines letzten Schuljahres schlägt seine Mutter Heidi Evan vor, neue Freunde zu finden, indem er die Leute bittet, auf dem Gipsverband, den er am Arm trägt, zu unterschreiben, den er sich brach, als er von einem Baum fiel. Am anderen Ende der Stadt sitzt zur gleichen Zeit die wohlhabende Familie Murphy, Cynthia, Larry und ihre Kinder Zoe und Connor, beim Frühstück. Zoe und Larry werfen Connor vor, dass er, bevor er zur Schule geht, bereits high ist, während Cynthia mit der Tatsache kämpft, dass ihre Familie droht auseinanderzubrechen. Beide Mütter fragen sich gleichzeitig, wie sie eine Verbindung zu ihren Söhnen herstellen können („Anybody have a Map?“).
In der Schule trifft Evan auf Alana, eine intelligente Klassenkameradin, und auf Jared, den Sohn einer befreundeten Familie. Jared ist für Evan das, was einem echten Freund am nächsten kommt. Sowohl Alana als auch Jared bemerken Evans gebrochenen Arm, aber keiner von ihnen unterschreibt auf seinem Gips. Stattdessen ärgert Jared Evan deswegen. Jared und Evan treffen Connor Murphy, über den sich Jared lustig macht. Connor seinerseits interpretiert Evans peinlich berührtes Verhalten, als würde er sich ebenfalls über ihn lustig machen, was ihn dazu bringt, Evan zu stoßen.
Connors Schwester Zoe, in die Evan sehr verliebt ist, fühlt sich deswegen verpflichtet, sich für das Verhalten ihres Bruders zu entschuldigen. Evan fragt sich, ob es sein Schicksal ist – ignoriert und ein Außenseiter zu sein, und für den Rest seines Lebens niemals das Mädchen seiner Träume zu bekommen; „on the outside always looking in“ („Waving Through A Window“).
Evan schreibt sich selbst einen weiteren Brief. Er schreibt, dass er es aufgegeben hat, ein gutes Jahr zu haben, und er fragt sich, ob es jemand bemerken würde, wenn er nicht da wäre. Er merkt, dass seine ganze Hoffnung auf Zoe abzielt. Während er den Brief im Computerlabor der Schule druckt, trifft er wieder auf Connor, der ihn fragt, was mit seinem Arm passiert sei und anbietet, auf seinem Gips zu unterschreiben. Evan überlegt, ob sie jetzt beide von sich behaupten können, Freunde zu sein. Nachdem Connor auf Evans Gips unterschrieben hat, liest er Evans Brief (den er vor Evan aus dem Drucker genommen hat). Connor wird wütend, weil er glaubt, dass Evan in dem Brief Zoe erwähnt hat und er wollte, dass Connor den Brief zuerst liest, um sich über ihn lustig zu machen. Connor stürmt hinaus und nimmt den Brief mit.
Einige Tage vergehen ohne ein Lebenszeichen von Connor. Evan hat große Angst davor, was Connor mit dem Brief gemacht haben könnte und erzählt Jared online von seiner Aufgabe, Briefe an sich selbst zu schreiben, und dass er besorgt darüber ist, was Connor mit dem Brief getan haben könnte. Jared bemerkt, dass er Connor eigentlich schon immer für verrückt hielt. Im weiteren Verlauf des Tages wird Evan in das Büro des Direktors gerufen. Dort warten bereits Connors Eltern auf ihn. Sie erzählen Evan, dass Connor vor einigen Tagen Selbstmord beging und Evans Brief in seiner Tasche hatte. Überzeugt davon, dass es sich um Connors Abschiedsbrief an Evan handelt, fragen sie, ob die beiden sich nahegestanden haben. Connor selbst hatte nie erwähnt, Freunde zu haben. Da Evan nicht bereit ist, ihre Trauer zu vergrößern und er sich nicht sicher ist, was er tun soll, willigt er ein, zu ihnen nach Hause zu kommen und mit ihnen über Connor zu sprechen. Nachdem er Cynthias Verzweiflung über den Verlust ihres Sohnes gesehen hat, gerät Evan in Panik und beginnt, statt die Wahrheit zu sagen, eine komplizierte Geschichte über seine und Connors Freundschaft zu erfinden. Er behauptet, er und Connor hätten eine geheime E-Mail-Korrespondenz geführt. Eine dieser erfundenen E-Mails beinhaltet, dass er am Tage seines Armbruchs mit Connor zusammen war („For Forever“).
Später erinnert Heidi Evan daran, dass er sich für ein Stipendium bewerben muss. Sie erwähnt Connors Tod, aber Evan sagt ihr, dass sie sich keine Sorgen machen soll und dass er Connor gar nicht kannte. Als Heidi jedoch sieht das Connor auf Evans Gips unterschrieben hat, konfrontiert sie ihn damit. Evan aber lügt und sagt, dass es sich dabei um einen anderen Connor handelt.
Nachdem ihm klargeworden ist, dass er Beweise für sein angebliches „geheimes E-Mail-Konto“ benötigt, bittet Evan Jared um Hilfe. Er soll ihn bei der Erstellung gefälschter, rückdatierter E-Mail-Konversationen zwischen ihm und Connor („Sincerely, Me“) unterstützen. Nachdem Evan die „E-Mails“ Connors der Murphy-Familie zeigt, ist Cynthia begeistert, dass ihr Sohn einen Freund hatte. Larry, Connors Vater ist allerdings verletzt, dass Connor seine Familie und sein privilegiertes Leben scheinbar als selbstverständlich erachtet hatte. Zoe, die sich durch Connors aggressives Verhalten von ihm entfremdet hat, behauptet, sie vermisse ihn nicht und weigert sich, ihn überhaupt zu betrauern („Requiem“).
Nachdem Zoe jedoch den Abschiedsbrief gelesen hat, erfährt sie vermeintlich, dass sie darin erwähnt wird. Sie fragt Evan, warum Connor das über sie geschrieben hat.
Evan, außerstande, ihr die Wahrheit zu sagen, zählt alle Gründe auf, wofür Connor seine Schwester liebte. In Wahrheit zählt er jedoch auf, warum er Zoe liebt.
Connor erscheint, während Evan das erzählt („If I Could Tell Her“). Evan, von den Emotionen überwältigt, küsst Zoe impulsiv. Sie schreckt jedoch zurück und bittet ihn, zu gehen. In der Schule bemerkt Evan, dass die Leute beginnen, Connor zu vergessen.
Angespornt von einer Vision Connors, unterstützt Evan Alana und Jared bei der Gründung des „The Connor Project“ – einer Organisation, die sich dafür einsetzt, Connors Andenken zu erhalten. Die drei stellen die Idee den Murphys vor, die zustimmen, das Projekt zu unterstützen („Disappear“). Bewegt von seiner Hingabe, gibt Cynthia Evan eine Krawatte, die sie für Connor aufgehoben hat, die er jedoch selbst nie trug. Sie bittet Evan, diese zu tragen, wenn er bei Connors Gedenkgottesdienst spricht. Er nimmt sie zögernd an.
Beim offiziellen Start von „The Connor Project“ hält Evan eine inspirierende Rede über seine Einsamkeit und über die Freundschaft zu Connor, die danach online geht.
Zoe, überwältigt von dem, was ihr Bruder und Evan gemeinsam hatten, küsst ihn („You will be found“).
2. Akt
Evan und Alana stellen auf der Website des Connor-Projekts eine Fundraising-Idee vor. In Erinnerung an Connor wollen sie in drei Wochen 50.000 Dollar sammeln, um den verlassenen Apfelgarten wieder zu eröffnen, in dem Evan und Connor angeblich gemeinsame Zeit verbrachten. Evan jedoch, der sich mit seiner neuen Beziehung zu Zoe und seiner neuen Familie, den Murphys, beschäftigt, beginnt, seine Mutter, Jared und das Connor-Projekt zu vernachlässigen.
Heidi erzählt Evan, dass sie das Video seiner Rede auf Facebook gesehen hat, und fragt ihn, warum er ihr nichts über das Connor-Projekt oder seine und Connors Freundschaft erzählt habe.
Evan, sichtlich verärgert, antwortet, dass er keine Zeit habe und sie eh nie da ist. Von Emotionen überwältigt, eilt er zu den Murphys und lügt seine Mutter an, dass er zu Jared gehen wird. Bei den Murphys angekommen, unterhält sich Evan mit Larry Murphy und vertraut ihm an, dass sein Vater ihn, als er klein war, verließ, wieder verheiratet ist und weder mit ihm noch mit seiner Mutter Kontakt hat („To break in a Glove“). Einige Zeit später, in Evans Haus, macht Evan gegenüber Zoe einen beiläufigen Kommentar, dass er und seine Mutter nicht viel Geld haben und dass er ein Stipendium benötigt, um aufs College gehen zu können. Als er beginnt, Connor zu erwähnen, fordert Zoe ihn auf, dass es in ihrer Beziehung nicht um Connor, sondern um sie beide geht. („Only Us“).
Evan gerät in einen Streit mit Jared, der behauptet, Connors Tod sei das Beste, was Evan je passiert ist. Er ist endlich nicht mehr unsichtbar und hat außerdem das Mädchen seiner Träume bekommen. Später geht Evan zu den Murphys und erfährt so, dass sie Heidi zum Abendessen eingeladen haben. Heidi, die keine Ahnung hat, dass Evan Zeit bei den Murphys verbracht hat, ist beschämt, als Larry und Cynthia anbieten, das Geld zu verwenden, das sie für Connors College-Fonds reserviert haben, um Evan stattdessen in die Schule zu schicken.
Nachdem sie wieder zu Hause sind, streiten sich Heidi und Evan darüber, dass Evan das alles geheim gehalten hat. Heidi ist darüber wütend und sagt Evan, dass die Murphys nicht seine Familie sind. Evan gesteht ihr, dass er sich angesichts der Abwesenheit von Heidi und der Erwartungen an Evans geistige Gesundheit von den Murphys nicht nur akzeptiert, sondern auch willkommen fühlt. Unter Tränen und enttäuscht beschimpft ihn Heidi, dass er immer wieder zu seiner vermeintlich neuen Familie gegangen ist.
Alana beginnt unterdessen, Unstimmigkeiten in den gefälschten E-Mails zu entdecken, die Evan von Connor „erhalten“ hat. Sie vermutet, dass die ganze Geschichte eine Lüge ist. Evan gerät darüber in Panik und drängt Jared, ihm dabei zu helfen, diese Unstimmigkeiten zu korrigieren. Jared lehnt das ab, weil Evan sich längere Zeit nicht gemeldet hat. Evan erwidert, dass Jared ihn selbst nur als Freund gebraucht hat, wenn er etwas von ihm wollte. Jared droht, Evan auffliegen zu lassen und Evan warnt ihn, er solle sich im Gegenzug über seine eigene Rolle in dieser Sache klar sein. Alle drei vereinigen sich in Evans Gedanken und die Zweifel und die auf sich geladene Schuld in ihm werden immer stärker („Good for you“).
Evan beschließt, dass er reinen Tisch machen muss. Der imaginäre Connor versucht jedoch, ihm das auszureden. Er spricht über das Glück, dass die Murphys durch ihn erfahren haben und über Evans Beziehung zu Zoe. Evan jedoch ist sich sicher und brüllt Connor an, dass das Ganze beendet werden muss. Connor ist davon aber nicht überzeugt und er fragt Evan, wie er sich den Arm gebrochen hat: Ist er zufällig gefallen oder hat er tatsächlich losgelassen? Evan leugnet diese Absicht, aber Connor sagt ihm, dass, wenn er die Wahrheit sagt, alles, was er hat, zu Ende ist und das Einzige, was er dann noch hat, er selbst ist. Connor verschwindet daraufhin und lässt Evan in Ruhe.
Evan geht zu Alana, um sich zu entschuldigen, aber sie sagt, dass sie Evan nicht mehr beim Connor-Project helfen wird. Sie zweifelt an der Wahrheit der wiederholten Aussagen Evans, dass er Connors bester Freund war, da sie nie zusammen gesehen wurden, und sie sagt, dass es einfach ist, gefälschte rückdatierte E-Mails zu erstellen. Verzweifelt entgegnet Evan, dass er Beweise dafür hat, dass sie Freunde waren. Er zeigt ihr den Brief an sich selbst, den er geschrieben hat, und in dem er die Hoffnung aufgab, selbst ein gutes Jahr zu haben. Er behauptet, es sei Connors Abschiedsbrief. Realisierend, dass der Brief der Schlüssel zur Erfüllung des Fundraising-Ziels ist, veröffentlicht Alana, zu Evans Ärger, diesen Brief. So geht er online und wird von vielen gelesen und weitergeleitet. Als direkte Folge glauben jetzt jedoch alle, dass der Grund für Connors Selbstmord seine gleichgültigen Eltern waren. Evan ist verzweifelt und macht sich auf den Weg zu den Murphys, die mittlerweile das Ziel hasserfüllter Kommentare geworden sind, da alle glauben, dass sie für Connors Tod verantwortlich sind. Er trifft alle drei an und ringt mit ihnen darum, warum Connor sich wirklich umbrachte. Evan gibt schließlich zu, dass er die Freundschaft mit Connor erfunden hat. Er hätte dies in der Hoffnung getan, dass sich aus der Tragödie heraus eine echte Verbindung zwischen ihm und den Murphys herstellen lassen würde. Zoe und ihre Mutter rennen weinend hinaus und Larry wendet sich angewidert von Evan ab. Wieder einmal verinnerlicht Evan seine neuerlich wahrgenommene innere Zerbrochenheit (Words Fail").
Zu Hause trifft Evan auf seine Mutter Heidi, die bereits auf ihn wartet. Sie hat den online gestellten Brief gesehen und wusste sofort, dass es sich um eine von Evans Therapieaufgaben handelt. Sie entschuldigt sich dafür, dass sie nicht längst bemerkt hat, wie sehr Evan verletzt war. Evan streitet ab, dass sie Schuld an seiner Täuschung hatte. Er gibt dann zögernd zu, dass sein Sturz vom Baum selbst ein Selbstmordversuch war. Heidi setzt sich zu ihm und erinnert sich an den Tag, an dem sein Vater auszogen: Wie sie sich so klein und einsam fühlte und selbst nicht wusste, wie sie es alleine schaffen würde. Am Ende stellte sie jedoch fest, dass sie nicht alleine war – sie hatte Evan und wusste, dass die beiden alles durchstehen konnten, solange sie zusammen waren. Unter Tränen verspricht Heidi, dass sie immer für ihn da sein wird, wenn er sie braucht („So Big / So Small“).
Ein Jahr ist vergangen. Evan lebt immer noch zu Hause und arbeitet im Pottery Barn, um genug Geld zu verdienen, um im nächsten Semester aufs College zu gehen. Er nimmt Kontakt zu Zoe auf, die er selbst seit seinem Geständnis gegenüber den Murphys nicht mehr gesehen hat. Er fragt, ob sie sich mit ihm treffen möchte. Sie willigt ein, besteht aber darauf, dass sie sich in dem Obstgarten treffen, der in Gedenken an Connor wiedereröffnet wurde. Er entschuldigt sich für den Schmerz, den er ihrer Familie zugefügt hat und gibt zu, dass er mittlerweile Connors zehn Lieblingsbücher gelesen hat. Er hat eine Liste der Bücher in einem alten Jahrbuch gefunden, und tat dies um sich mit dem wahren Connor verbunden zu fühlen und zu verstehen wer er wirklich war. Er dankt ihr und ihren Eltern dafür, dass sie sein Geheimnis für sich behalten haben und niemand von der erfundenen Freundschaft zu Connor erzählt haben. Zoe vergibt ihm und sagt, dass diese ganze Tortur ihre Familie im letzten Jahr näher zusammengebracht hat, weil „jeder es für etwas gebraucht hat“. Evan fragt sie, warum sie darauf bestand, sich im Obstgarten zu treffen, und sie erwidert, dass sie sicher sein wollte, dass Evan diesen Garten auch gesehen hat. Die beiden teilen einen innigen Moment, bevor sie verlegen auseinandergehen.
Evan selbst schreibt sich mental einen letzten Brief, in dem er die Auswirkungen seiner Handlungen auf die Gesellschaft reflektiert und sich dann schließlich selbst als das akzeptiert was er ist („Finale“).

## Hintergrund und Entwicklung
Dear Evan Hansen wurde mit einem New Play Award der Edgerton Foundation gefördert. Die Handlung des Musicals geht auf Ereignisse aus Paseks Schulzeit zurück. Das Musical handelt von Evan Hansen, der für sich eine zentrale Rolle in einer realen Tragödie erfindet und sich damit unberechtigt in den Mittelpunkt des Geschehens rückt.

## Songs
Erster Akt
- Anybody Have a Map – Heidi, Cynthia, Evan, Larry, Connor, Zoe
- Waving Through a Window – Evan
- For Forever – Evan
- Sincerely, Me – Connor, Evan, Jared
- Requiem – Zoe, Cynthia, Larry
- If I Could Tell Her – Evan, Zoe
- Disappear – Connor, Evan, Alana, Jared, Larry, Cynthia, Zoe
- You Will Be Found – Company

Zweiter Akt
- To Break in a Glove – Larry, Evan
- Only Us – Zoe, Evan
- Good for You – Heidi, Alana, Jared, Evan, Connor
- Words Fail – Evan
- So Big/So Small – Heidi
- Finale – Company

## Produktionen
Dear Evan Hansen hatte Premiere im Arena Stage in Washington, D.C., wo die Produktion vom 10. Juli bis zum 23. August 2015 zu sehen war. Regie führte Michael Greif (Rent), die Orchestrierung besorgte Alex Lacamoire (Hamilton), das Bühnenbild gestaltete David Korins und die Projektionen wurden von Peter Nigrini produziert. Die Titelrolle spielte Ben Platt, daneben gehörten Laura Dreyfuss (Zoe Murphy), Mike Faist (Connor Murphy), Rachel Bay Jones (Heidi Hansen), Will Roland (Jared Kleinman) und Jennifer Laura Thompson (Cynthia Murphy) zur Besetzung.
Die Previews für eine Off-Broadway-Produktion waren ab dem 26. März 2016 im Second Stage Theatre zu sehen, diese Produktion feiert am 1. Mai Premiere. Neu im Cast waren John Dossett (Larry Murphy) und Kristolyn Lloyd (Alana Beck). Die Regie führte erneut Michael Greif, die Choreografie entwickelte Danny Mefford. Die Produktion endete am 29. Mai desselben Jahres.
Previews für die Broadway-Produktion begannen am 14. November 2016, die Premiere fand am 4. Dezember statt. Zunächst war das Belasco Theatre als Spielort vorgesehen, Mitte September gaben die Produzenten jedoch bekannt, dass Dear Evan Hansen stattdessen im Music Box Theatre aufgeführt würde. Michael Park, der schon zur Besetzung der Arena-Stage-Produktion gehörte, übernahm wieder die Rolle des Larry Murphy; Dossett war zwischenzeitlich für War Paint verpflichtet worden. Alle anderen Darsteller der Off-Broadway-Produktion setzten ihr Engagement fort.
Im deutschsprachigen Raum wurde das Musical erstmals vom 22. März bis 21. April 2024 am Musical Frühling in Gmunden in Österreich aufgeführt. Im weiteren soll das Musical im Oktober 2024 in Deutschland am Stadttheater in Fürth gezeigt werden.

### Adaptionen
2019 veröffentlichte Penguin Books das Buch zum Musical, das von Val Emmich verfasst wurde und später auch im cbj-Verlag erschien.
2021 kam die Verfilmung des Regisseurs Stephen Chbosky in die Kinos.

## Finanzieller Erfolg
Das offizielle Broadway-Cast-Album stieg in der ersten Woche auf Platz 8 der US-amerikanischen Albumcharts ein. Es war erst das vierte Broadway-Cast-Album, das in den letzten 50 Jahren die „Top Ten“ der US-amerikanischen Albumcharts erreichte. In Großbritannien wurde das Album auch mit einer Goldenen Schallplatte ausgezeichnet.